# Gingerdead Man 3: Saturday Night Cleaver
Gingerdead Man 3: Saturday Night Cleaver es una película de terror estadounidense de 2011 de Full Moon Features y es la tercera entrega de la serie Gingerdead Man. Fue estrenado el 13 de septiembre de 2011, después de muchos retrasos de filmación del director Charles Band. Originalmente fue llamado Gingerdead Man 3: Boogieman Roller!

## Argumento
En el Instituto de Investigaciones Científicas para el estudio de Homicidas horneados, El Gingerdead Man recibe la visita de una mujer del FBI (Laura Kachergus), quien revela ser la hermana de McHomeless de la película anterior, que fue conducido al suicidio por Gingerdead. Cuando ella está a punto de tomar su venganza, un grupo de activistas por los derechos animales irrumpe en el instituto y liberan al Gingerdead Man y el resto de los internos. La asesina galleta se dirige a la habitación de "estudios de viaje en el tiempo", dispara a dos científicos y se envía de vuelta en el tiempo mientras la seguridad trata de matarlo.
Él es enviado de vuelta a un concurso de belleza de Roller Disco en 1976, y no puede conseguir que el control remoto funcione para sacarlo de esta época. A continuación, inicia una matanza masiva.

## Reparto
- Jacqui Holland como Peaches.
- Mike C. Manning como Adonis / Bugsby (como Mike Manning).
- Jean Louise O'Sullivan como P.J.
- Robin Sydney como Robyn.
- Junie Hoang como Sandy.
- William Butler como Gingerdead Man (voz).
- Peter Stickles como Jeffrey Dahmer.
- Kimberly Pfeffer como Tammy.
- Laura Kachergus como Clarissa.